# 10181 Девідакомба
10181 Девідакомба (10181 Davidacomba) — астероїд головного поясу, відкритий 26 березня 1996 року.
Тіссеранів параметр щодо Юпітера — 3,644.